# Dercetis triqueter
 (avril 2024).
Dercetis linguifer, Dercetis tenuis, Benthesikyme triqueter
Espèce
Dercetis triqueter est une espèce fossile de poissons à nageoires rayonnées de la famille fossile des Dercetidae (ordre des Aulopiformes).

## Classification
L'espèce Dercetis triqueter est décrite en 1850 par le paléontologue français François-Jules Pictet de la Rive en même temps que les espèces Dercetis linguifer et Dercetis tenuis,.

### Synonymes
Dercetis triqueter a pour synonymes :
- Benthesikyme triqueter (Pictet, 1850)
- Dercetis linguifer Pictet, 1850
- Dercetis tenuis Pictet, 1850
- Leptotrachelus triqueter (Pictet, 1850)

Dercetis linguifer est déclarée synonyme en 1969 par Peter C. Goody (d) et repris en 2023 par Chida (d) et al..
Dercetis tenuis est déclarée synonyme en 2023 par Chida et al..
L'espèce Dercetis triqueter est recombinée en Leptotrachelus triqueter en 1866 par François-Jules Pictet et Aloïs Humbert, en 1887 par Davis et en 1901 par Arthur S. Woodward et finalement recombinée en Benthesikyme triqueter en 2021 par Jesús Alvarado-Ortega (d) et Jesús A. Díaz-Cruz (d).
Finalement cette espèce est conservée dans le genre Dercetis en 2023 par les paléontologues Mori Chida (d), Donald B. Brinkman (d) et Alison M. Murray (d),.

### Publication originale
- [1850] François-Jules Pictet de la Rive, Description de quelques Poissons Fossiles du Mont Liban, 1850, 1-59 p. (lire en ligne).

### Fossiles
Selon Paleobiology Database (12 avril 2024), le nombre de collections de fossiles référencées est de deux :
- Santonien supérieur au Maastrichtien inférieur du Crétacé supérieur, soit datées de 85,8 à 66 Ma avant notre ère : 
  - en Belgique une collection, au Liban une collection exposée au MNHN[4].